# Nicaraguas fodboldforbund
Nicaraguan Football Federation (spansk: Federación Nicaragüense de Fútbol) er det styrende organ for fodbold i Nicaragua.